# فهد الريماوي
فهد الريماوي صحفي وأديب يعتبر من الرعيل الصحافي الأول في الأردن، تأثر بالفكر الناصري، يرأس تحرير صحيفة المجد الأردنية المعارضة.
في 21/1/2002 تم اعتقال فهد الريماوي وحبسه 15 يوم علي ذمة التحقيق بتهمة نشر معلومات كاذبة تمس هيبة الدولة وسمعتها وتسيء إلي كرامة أفرادها وسمعتهم وذلك علي خلفية مقال نشر في الجريدة بتاريخ 7 يناير ينتقد فيه سياسة الحكومة(1)
في 2004 اعتقلته السلطات الأردنية  بأمر من المدعي العام العسكري فور عودته للأردن بصحبة زوجته من الولايات المتحدة الاميريكية حيث كانت تتلقى العلاج بتهمة التهجم على حكام السعودية في مقال كان قد نشر بتاريخ 3/5/2004 وذلك بناء على قانون الاعلام المعدل عام 2000م. أثار اعتقاله ضجة اعلامية وأطلق سراحه بعد يومين.
وفي 8 أيار 2006، احتجزت عناصر المخابرات فهد الريماوي في دائرة المخابرات العامة، وحققوا معه بشأن مقالةٍ نشرها أثار فيها الريماوي أسئلةً حول توقيت الإعلان الحكومي عن اكتشاف مستودع الأسلحة الذي قالت بأن حماس تعتزم استخدامها ضد أهدافٍ أردنية. وبحسب ادعاء الريماوي فإن عناصر المخابرات لم يبرزوا له مذكرة استدعاء أو اعتقال، وأنهم اشترطوا عليه تراجعه عما نشره كشرطٍ لإطلاق سراحه. ولم يبدر عن نقابة الصحفيين الأردنية أو عن المجلس الأعلى للإعلام أي رد فعل على الشكوى التي قدمها الريماوي بشأن المعاملة التي تعرض لها. (2)

## الهوامش
1 : بحسب موقع البرنامج العربي لنشطاء حقوق الإنسان
2 : بحسب تقرير هيومان رايتس واتش

## وصلات خارجية
- موقع صحيفة المجد
- نص المقال الذي تسبب باعتقاله عام 2004